# Beatie Edney
Beatie Edney (Londra, 23 ottobre 1962) è un'attrice britannica, nota al pubblico per avere interpretato Heather MacLeod nell'universo Highlander.

## Filmografia parziale

### Cinema
- A Day at the Beach, regia di Simon Hesera (1970)
- Highlander - L'ultimo immortale (Highlander), regia di Russell Mulcahy (1986)
- Diary of a Mad Old Man (1987)
- Il matrimonio di Lady Brenda (A Handful of Dust), regia di Charles Sturridge (1988)
- Mister Johnson, regia di Bruce Beresford (1990)
- Nel nome del padre (In the Name of the Father), regia di Jim Sheridan (1993)
- Highlander: Endgame, regia di Douglas Aarniokoski (2000)

### Televisione
- Time for Murder – serie TV, episodio 1x01 (1985)
- Onassis: l'uomo più ricco del mondo (Onassis: The Richest Man in the World), regia Waris Hussein – film TV (1988)
- Poldark – serie TV, 42 episodi (2015-2019)

## Doppiatrici italiane
Beatie Edney è stata doppiata da:
- Micaela Esdra in Highlander - L'ultimo immortale
- Eleonora De Angelis in Highlander: Endgame
- Cristina Noci in Poldark